# 10861 Ciske
10861 Ciske eller 1995 MG1 är en asteroid i huvudbältet som upptäcktes den 22 juni 1995 av Spacewatch vid Kitt Peak-observatoriet. Den är uppkallad efter Ciske Staring.
Asteroiden har en diameter på ungefär 9 kilometer och den tillhör asteroidgruppen Chloris.